# 小谷栄次
小谷 栄次（こだに えいじ、1961年 - ）は、日本のガラス工芸作家。

## 経歴
倉敷ガラスの創設者・小谷眞三の長男として、岡山県倉敷市に生まれる。1979年、岡山県立岡山工業高等学校工業デザイン科卒業、1983年、大阪芸術大学芸術学部写真学科卒業。
1986年、父・眞三に師事。1988年、倉敷市羽島へ築炉。1996年、倉敷市粒江に炉を移築。2002年、日本民藝館展初入選、2003年、日本民藝館展奨励賞受賞。2006年、倉敷芸術科学大学専門学校講師（2010年退職）。2009年、倉敷民藝館賞受賞、2010年、倉敷市文化連盟奨励賞受賞。

## 作品
コップ、ぐい呑み、片口、徳利、酒瓶、水差、鉢、皿、蓋物、筆筒、花瓶など、多様な器を制作している。

### 小谷ブルー
父・眞三や小谷が制作する作品にはいくつかの色があるが、青は特に特徴的で「小谷ブルー」と呼ばれており、浅葱色と緑色を掛け合わせてつくられている。